# Unió Esportiva Santa Coloma
La Unió Esportiva Santa Coloma és un equip de futbol del Principat d'Andorra, del municipi de Santa Coloma, fundat l'any 1986. No s'ha de confondre amb el Futbol Club Santa Coloma doncs, malgrat de la similitud de denominació són dos clubs completament diferents dins de la mateixa parròquia.
L'equip aconseguí l'ascens a la Primera Divisió andorrana la temporada 2008-09 després d'imposar-se clarament a la Segona Divisió de forma clara amb 16 victòries i tan sols 2 empats.
A la seva primera temporada a Primera Divisió després de l'ascens, la 2009-10, ja aconsegueix ser subcampió de lliga, tan sols superat pel Futbol Club Santa Coloma, fet que li dona la classificació per la UEFA Europa League 2010-11, on cau eliminat en primera ronda classificatòria enfront del FK Mogren Budva. També ha estat finalista de la Copa Constitució el 2010 i 2011, perdent ambdues finals enfront de la UE Sant Julià, per 1-0 el 2010 i per 3-1 a la pròrroga el 2011.

## Palmarès
- 1 Primera Divisió: 2023-24
- 4 Copes Constitució: 2013, 2016, 2017, 2024[2]
- 2 Supercopes andorranes: 2016, 2024
- 1 Segona Divisió: 2007-08

- 2 subcampionats de la Primera Divisió: 2009-10 i 2013-14.
- 2 subcampionats de la Copa Constitució: 2010 i 2011.
- 2 subcampionats de la Supercopa andorrana: 2013 i 2017.

## Resultats Europeus
| Temporada | Competició              | Ronda | Club            | Tornada | Anada | Marcador Global |
| --------- | ----------------------- | ----- | --------------- | ------- | ----- | --------------- |
| 2010–11   | Lliga Europa de la UEFA | 1Q    | FK Mogren       | 0–3     | 0-2   | 0–5             |
| 2011–12   | Lliga Europa de la UEFA | 1Q    | Paks            | 0–2     | 0–2   | 0–4             |
| 2012–13   | Lliga Europa de la UEFA | 1Q    | Twente          | 0–3     | 0–6   | 0–9             |
| 2013–14   | Lliga Europa de la UEFA | 1Q    | Zrinjski Mostar | 1-3     | 0-1   | 1-4             |
| 2014–15   | Lliga Europa de la UEFA | 1Q    | Metalurg Skopje | 0-3     | 0-2   | 0-5             |
| 2016–17   | Lliga Europa de la UEFA | 1Q    | Lokomotiva      | 1-4     | 1-4   | 2-7             |

## Plantilla Actual
| N. | Pos. | Nac. | Jugador                |
| -- | ---- | --- | ---------------------- |
| 1  | POR  | [[Fitxer:Flag of Andorra.svg\|23x15px\|border \|alt=Andorra\|link=Selecció de futbol d'Andorra\|{{#if:\|]]        | Iván Periánez          |
| 2  | DEF  | [[Fitxer:Flag of Andorra.svg\|23x15px\|border \|alt=Andorra\|link=Selecció de futbol d'Andorra\|{{#if:\|]]        | Jesús Rubio            |
| 3  | DEF  | [[Fitxer:Flag of Andorra.svg\|23x15px\|border \|alt=Andorra\|link=Selecció de futbol d'Andorra\|{{#if:\|]]        | David Maneiro          |
| 5  | DEF  | [[Fitxer:Flag of Andorra.svg\|23x15px\|border \|alt=Andorra\|link=Selecció de futbol d'Andorra\|{{#if:\|]]        | Alexandre Martínez (C) |
| 6  | DEF  | [[Fitxer:Flag of Andorra.svg\|23x15px\|border \|alt=Andorra\|link=Selecció de futbol d'Andorra\|{{#if:\|]]        | Àlex Roca              |
| 7  | DEF  | [[Fitxer:Flag of Andorra.svg\|23x15px\|border \|alt=Andorra\|link=Selecció de futbol d'Andorra\|{{#if:\|]]        | Jordi Rubio (VC)       |
| 8  | MIG  | [[Fitxer:Flag of Andorra.svg\|23x15px\|border \|alt=Andorra\|link=Selecció de futbol d'Andorra\|{{#if:\|]]        | Josep Ayala            |
| 9  | DAV  | [[Fitxer:Flag of Andorra.svg\|23x15px\|border \|alt=Andorra\|link=Selecció de futbol d'Andorra\|{{#if:\|]]        | Boris Antón            |
| 10 | DAV  | [[Fitxer:Flag of Portugal.svg\|23x15px\|border \|alt=Portugal\|link=Selecció de futbol de Portugal\|{{#if:\|]]    | Pedro Reis             |
| 11 | DAV  | [[Fitxer:Flag of Catalonia.svg\|23x15px\|border \|alt=Catalunya\|link=Selecció de futbol de Catalunya\|{{#if:\|]] | Joan Salomó            |
| 13 | POR  | [[Fitxer:Flag of Catalonia.svg\|23x15px\|border \|alt=Catalunya\|link=Selecció de futbol de Catalunya\|{{#if:\|]] | Ricard Fernández       |

| N. | Pos. | Nac. | Jugador          |
| -- | ---- | --- | ---------------- |
| 14 | DAV  | [[Fitxer:Flag of Catalonia.svg\|23x15px\|border \|alt=Catalunya\|link=Selecció de futbol de Catalunya\|{{#if:\|]] | Víctor Bernat    |
| 15 | MIG  | [[Fitxer:Flag of Andorra.svg\|23x15px\|border \|alt=Andorra\|link=Selecció de futbol d'Andorra\|{{#if:\|]]        | Marc Amat        |
| 17 | DEF  | [[Fitxer:Flag of Andorra.svg\|23x15px\|border \|alt=Andorra\|link=Selecció de futbol d'Andorra\|{{#if:\|]]        | Gerard Aloy      |
| 18 | DEF  | [[Fitxer:Flag of Spain.svg\|23x15px\|border \|alt=Espanya\|link=Selecció de futbol d'Espanya\|{{#if:\|]]          | Miguel Ruiz      |
| 19 | MIG  | [[Fitxer:Flag of Andorra.svg\|23x15px\|border \|alt=Andorra\|link=Selecció de futbol d'Andorra\|{{#if:\|]]        | Roger Nazzaro    |
| 21 | MIG  | [[Fitxer:Flag of Andorra.svg\|23x15px\|border \|alt=Andorra\|link=Selecció de futbol d'Andorra\|{{#if:\|]]        | Sandro Gutiérrez |
| 22 | MIG  | [[Fitxer:Flag of Andorra.svg\|23x15px\|border \|alt=Andorra\|link=Selecció de futbol d'Andorra\|{{#if:\|]]        | Sergio Crespo    |
| 23 | DAV  | [[Fitxer:Flag of Andorra.svg\|23x15px\|border \|alt=Andorra\|link=Selecció de futbol d'Andorra\|{{#if:\|]]        | Juli Sánchez     |
| 24 | MIG  | [[Fitxer:Flag of Andorra.svg\|23x15px\|border \|alt=Andorra\|link=Selecció de futbol d'Andorra\|{{#if:\|]]        | Walid Bousenine  |
| 25 | DEF  | [[Fitxer:Flag of Andorra.svg\|23x15px\|border \|alt=Andorra\|link=Selecció de futbol d'Andorra\|{{#if:\|]]        | Cristian Orosa   |
| —  | MIG  | [[Fitxer:Flag of Andorra.svg\|23x15px\|border \|alt=Andorra\|link=Selecció de futbol d'Andorra\|{{#if:\|]]        | Aitor Pereira    |